# Off jazz
Off jazz – odłam jazzu, charakteryzujący się skupieniem uwagi muzyków na wolnej improwizacji, nawiązywaniem do innych stylistyk muzycznych, zwłaszcza takich jak rock, folk, techno czy muzyka elektroniczna oraz pełnym poczucia humoru i dystansu do własnej twórczości podejściem do grania.
Zbliżony do yassu, ale różniący się od niego tym, że nie jest ograniczony geograficznie ani czasowo – do twórców yassowych zalicza się bowiem zazwyczaj muzyków tworzących w Trójmieście i Bydgoszczy na przełomie lat 80. i 90. ubiegłego stulecia.
Przedstawiciele: Transylwania, Robotobibok, Batyskaf, Ślimak Trio, Wiosna, Pink Freud, Kazik Staszewski oraz większość formacji związanych z Festiwalem WUJek.